# 瓦格吕德市镇
瓦格吕德市镇（瑞典語：Vaggeryds kommun）是瑞典南部延雪平省的一个市镇。希灵阿吕德和瓦格吕德均是该市的治所，但其地方政府主要位于希灵阿吕德。